# Daejeon Hana Citizen FC
Der Daejeon Hana Citizen Football Club ist ein südkoreanisches Fußballfranchise aus Daejeon. Das Franchise spielte in der K League 1, der höchsten Spielklasse des Landes. Bis zum Einstieg der Hana Financial Group zur Saison 2020 gehörte der Verein der Stadt Daejeon und trug den Namen Daejeon Citizen FC.

## Geschichte

### Vorgeschichte
Bis zur Gründung des Vereins wurden immer wieder Spiele der K League im Daejeon-Hanbat-Sports-Komplex in der Stadt ausgetragen, so z. B. im Premierenjahr 1983. Vier Jahre später zog mit Lucky-Goldstar Hwangseo ein Fußballfranchise aus der K League in die Provinz Chungcheongnam-do und trug dort und bis 1989 in Daejeon seine Heimpartien aus. Dadurch entstand in der Stadt eine große Begeisterung für den Profifußball und nach dem Wegzug von Lucky-Goldstar Hwangseo der Wunsch nach einem eigenen Franchise.

### Gründung
Da Daejeon mit dem Neubau des Daejeon-World-Cup-Stadion als einer der Standorte für die Fußball-Weltmeisterschaft 2002 vorgesehen war, leitete die Stadtverwaltung im Juni 1996 die Gründung eines Franchises, das in der K League spielen sollte, in die Wege. Am 4. Oktober wurde der Verein unter dem provisorischen Namen Daejeon FC inoffiziell gegründet. Zuerst hieß es, dass der Verein den Namen Daejeon Leopard FC tragen sollte, da die Firma Nasan Group in das Franchise einsteigen wollte. Nachdem aber der entsprechende Antrag zum Vereinsnamen von der Stadtverwaltung abgelehnt worden war, stieg die Nasan Group aus und die Stadtverwaltung übernahm eigens die Verantwortung über den Verein. Die Stadt meldete den Verein offiziell in der K League mit dem Vereinsnamen Daejeon Citizen FC an und ernannte mit Kim Ki-bok ihren ersten Vereinstrainer. Anfang 1997 wurde damit auch die offizielle Gründung vollzogen.

### Anfangsjahre in der K League (1997–2000)
In seiner Premierensaison erreichte der Verein mit Platz 7 in der Liga eine Platzierung im unteren Mittelfeld. Im Pokal unterlag man im Achtelfinale den Chunnam Dragons. Im Ligapokal erreichten sie im Adidas-Cup nur einen 8. Platz und im anschließend ausgetragenen Prospec-Cup kamen sie nicht über die Gruppenphase hinaus. Damit endete ihre Premierensaison ohne große Erfolge.
In der darauffolgenden Saison erreichte der Verein in der Liga nur den neunten und vorletzten Tabellenplatz. Mit den Cheonan Ilhwa Chunma bildeten sie das Tabellenschlusslicht mit 9 Punkten Rückstand auf die oberen Vereine. Auch im Pokal lief es nicht gut. Im Achtelfinale traten sie gegen Pusan Daewoo Royals an. Das Spiel ging mit 2:3 gegen Daejeon zu Ende. Auch in den beiden Ligapokalen konnte der Verein keine großen Erfolge verzeichnen. Im Adidas-Cup scheiterten sie in der Gruppenphase und im Phillip-Morris-Cup erreichten sie nur den 6. Platz. 1999 konnte sich der Verein in der Liga auf den achten Tabellenplatz verbessern, fand sich aber mit nur einem Punkt Vorsprung vor Anyang LG Cheetahs und Cheonan Ilhwa Chunma erneut im Tabellenkeller wieder. Auch im Pokal scheiterten sie erneut im Achtelfinale und verloren zuhause knapp mit 2:3 gegen Jeonbuk Hyundai Motors. Im Adidas-Cup traf der Verein in der K.O.-Runde auf die Chunnam Dragons. Sie verloren allerdings das Spiel mit 0:1 und schieden somit früh erneut aus. Im anschließend ausgetragenen Feuer-Cup scheiterten sie erneut in der Gruppenphase.
In der Spielzeit 2000 reihte sich der Verein erneut in den unteren Rängen der Liga ein. Mit den Pohang Steelers und den Ulsan Hyundai Horang-i standen überraschenderweise zwei gute Vereine der K League unter ihnen. Im Korean FA Cup schied man in der ersten Hauptrunde überraschend gegen den KSFL-Verein Sangmu FC, einen Militärverein, aus. Auch im Ligapokal konnte der Verein keine Erfolge verzeichnen. Im Feuer-Cup scheiterten sie erneut in der Gruppenphase als Letztplatzierter und im Adidas-Cup scheiterten sie im Viertelfinale nach Elfmeterschießen an den Anyang LG Cheetahs. Nach Ende der Saison, wurde der auslaufende Trainervertrag mit Kim Ki-bok nicht weiter verlängert. Mit Lee Tae-ho stellte der Verein seinen Nachfolger vor.

### Pokalsieg und Mittelmaß (2001–2009)

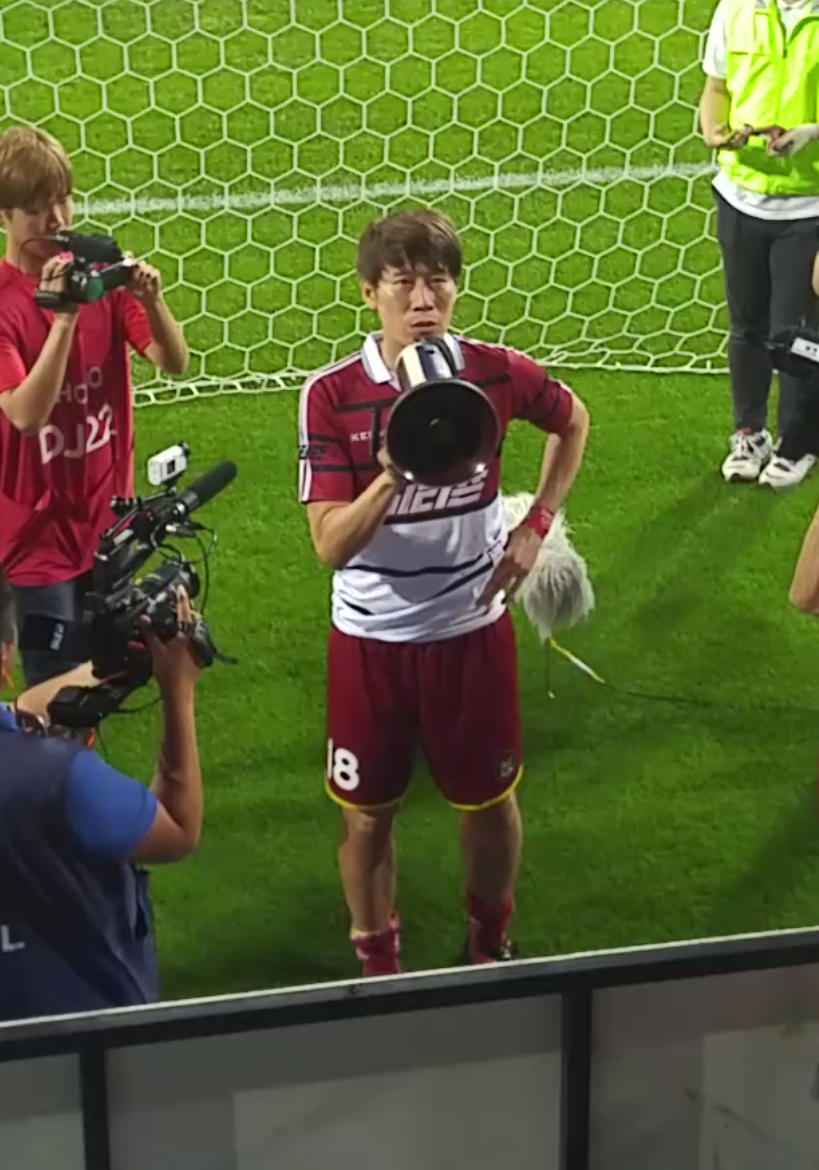
Einer der Pokal-Helden: Kim Eun-jung

In der Ligasaison 2001 konnte der Verein sich auch unter dem neuen Trainer nicht verbessern und wurde Letzter. Demgegenüber stand eine überraschend erfolgreiche Pokalsaison, in der man erstmals über das Achtelfinale hinaus kam und Gangneung City FC zuhause mit 2:1 besiegte. Im Viertelfinale traf Daejeon anschließend auf Anyang LG Cheetahs und stieß mit einem weiteren 2:1-Heimsieg ins Halbfinale vor, in dem sie gegen Jeonbuk Hyundai Motors spielten. Nach 90 Minuten ging das Spiel beim Stand von 1:1 in die Verlängerung, die ebenfalls keine Entscheidung brachte. Das anschließende Elfmeterschießen gewann Daejeon mit 4:3 und stand damit erstmals im Pokalfinale. Im Finale trafen sie auf die Pohang Steelers. Durch ein Tor in der 53. Spielminute von Kim Eun-jung gewann Daejeon das Pokalfinale und feierte somit den ersten Titelgewinn. Im Adidas-Cup scheiterte der Verein hingegen erneut in der Gruppenphase als Drittplatzierter.
Trotz des Pokalsiegs beendete der Verein die Saison 2002 erneut als Letztplatzierter der K League. Die Pokalsaison verlief hingegen deutlich besser. Im Achtelfinale besiegten sie den Incheon Korail FC zuhause mit 3:0 zuhause. Im anschließenden Viertelfinalrunde traf Daejeon auf Ulsan Hyundai Horang-i und gewann das Spiel durch Tire von Kim Seong-keun, Lee Kwan-uh und Kim Eun-jung mit 3:1 und schaffte erneut den Halbfinaleinzug. Dort unterlag der Verein den Suwon Samsung Bluewings durch ein Tor in der 81. Spielminute von Seo Jung-won knapp mit 0:1. Die Ligapokalsaison endete erneut sehr früh. Erneut schied der Verein nach Ende der Gruppenphase aus.

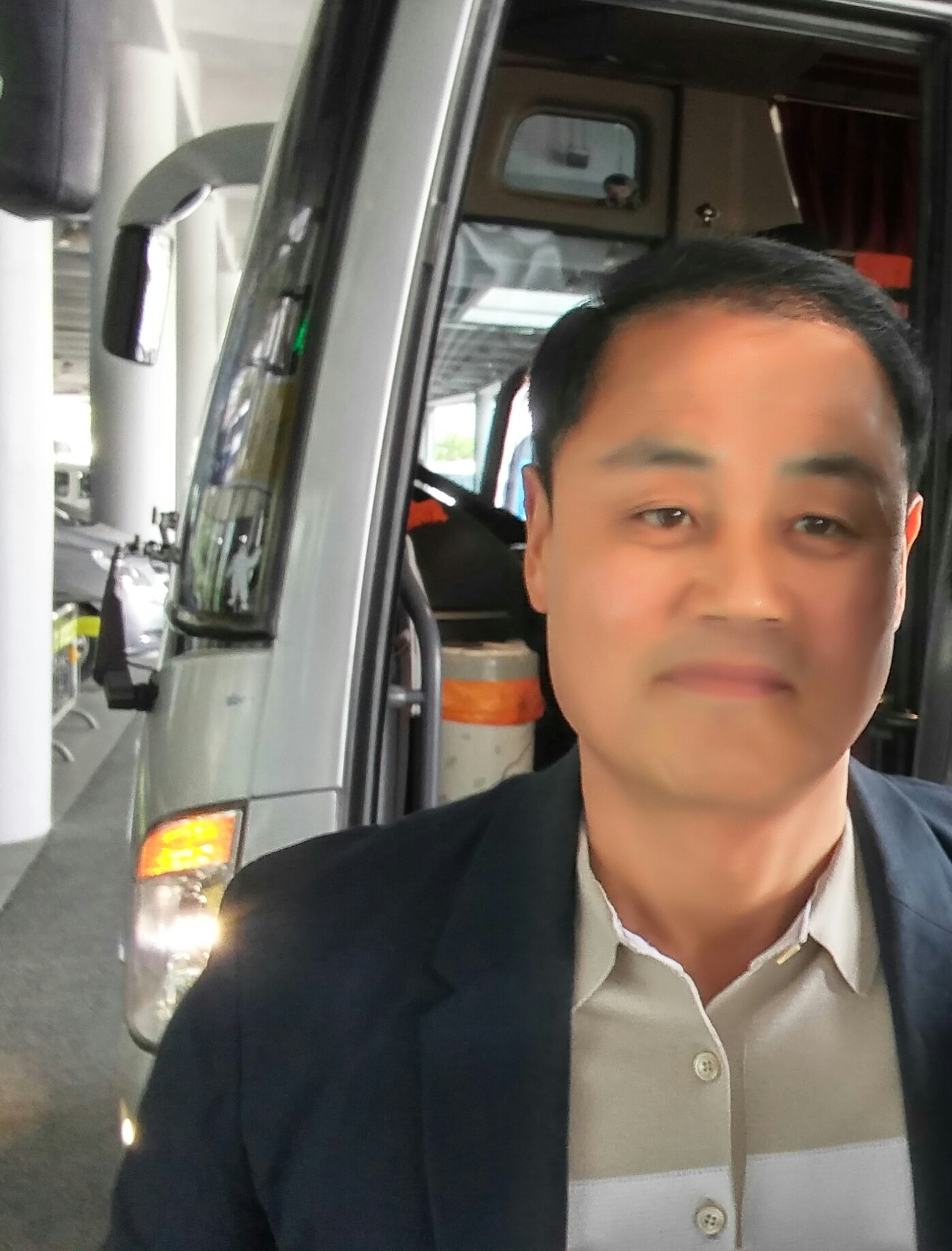
Von 2003 bis Mitte 2007 Trainer: Choi Yun-kyeom

Da der Verein sich auch unter Lee Tae-ho bis auf den Pokalsieg nicht spürbar verbessern konnte, wurde sein Vertrag nicht verlängert und Choi Yun-kyeom als neuer Trainer für die Saison 2003 wurde vorgestellt. Unter seiner Regie konnte der Verein in der Liga mit dem sechsten Platz seine bis dahin beste Abschlussplatzierung feiern. Im Pokal gelang nach Siegen im Achtelfinale über Hannam University mit 3:0 und im Viertelfinale gegen Seongnam Ilhwa Chunma FC mit 5:1 erneut der Einzug in die Runde der letzten 4. Im Halbfinale scheiterte man allerdings an Bucheon SK mit 0:2. Daejeon nahm 2003 zudem als Pokalsieger erstmals an der AFC Champions League 2002/03 teil. In der Gruppenphase trafen sie auf den thailändischen Verein BEC-Tero Sasana, auf den chinesischen Verein Shanghai Shenhua, sowie auf den japanischen Verein Kashima Antlers. Daejeon scheiterte allerdings durch eine 0:2-Niederlage gegen BEC-Tero Sasana als Zweitplatzierter knapp in der Gruppenphase. In der zweiten Spielzeit von Choi Yun-kyeom konnte der Verein in der Liga allerdings nicht an seine vorherige Saisonleistung anknüpfen. Am Ende der Saison 2004 rangierte der Verein auf Platz 11. Erneut war Daejeon trotz schlechtem Abschneiden in der Liga im Pokal erfolgreicher. Ein 4:0 gegen die Mannschaft der Kyung-Hee-Universität in der ersten Runde sowie ein 2:0 gegen den Suwon City FC brachten den Verein ins Viertelfinale. Dort besiegte man die Chunnam Dragons nach Verlängerung mit 1:0 und schaffte somit den vierten Halbfinaleinzug in Folge. Dort empfingen sie Bucheon SK und schieden wie schon im Vorjahr aus. Nachdem es nach 120 Minuten 0:0 gestanden hatte, verlor Daejeon das Elfmeterschießen mit 2:4. Auch im Ligapokal konnte der Verein kleine Erfolge feiern und beendete den Wettbewerb knapp hinter Platz 1.
In der Saison 2005 verbesserte man sich in der Liga und beendete die Saison auf Platz 7 – was man in Daejeon als Erfolg wertete. Im Pokal scheiterte man allerdings bereits in der zweiten Runde nach Elfmeterschießen an Ulsan Hyundai Mipo Dolphins an, die Ligapokal-Saison beendete man auf Platz 10. 2006 ging man mit der Erwartung in die Saison, die Saison auf einem einstelligen Tabellenplatz zu beenden, verpasste dieses Ziel jedoch um zwei Punkte und wurde Zehnter. Im Pokal erreichte man das Achtelfinale und scheiterte dort im Elfmeterschießen an den Suwon Samsung Bluewings. Im Ligapokal wurde Daejeon Vierter.
Die Spielzeit 2007 beendete Daejeon als Sechster und egalisierte damit die beste Platzierung in der Liga aus der Saison 2003. Im Juni verließ Trainer Choi Yun-kyeom den Verein, Kim Ho übernahm interimsweise bis Saisonende. Durch den sechsten Tabellenplatz qualifizierte sich Daejeon erstmals für die Meisterschaftsspiele, bei denen man jedoch bereits in der ersten Runde in Ulsan gegen Ulsan Hyundai Horang-i mit 0:2 unterlag. Im Pokal kam der Verein erneut nicht über das Achtelfinale hinaus, im Ligapokal scheiterte man bereits in der Gruppenphase. Die Saison 2008 entwickelte sich für Daejeon zur bis dahin schlechtesten Spielzeit. Der Verein schloss die Ligasaison 2008 auf dem 13. Platz ab und wurde damit vorletzter. Im Pokal unterlag Daejeon überraschend in der ersten Runde der Yonsei University im Elfmeterschießen. Auch im Ligapokal beendete der Verein die Saison wie im Vorjahr in der Gruppenphase.
Zur neuen Spielzeit 2009 wollte der Verein eine Saison wie im Vorjahr unbedingt vermeiden. Der Verein stand aber bis Juli sogar auf dem vierzehnten und letzten Tabellenplatz, weshalb die Vereinsführung die Reißleine zog und Kim Ho von seinem Posten als Trainer absetzte. Co-Trainer Wang Seong-jae übernahm die Mannschaft daraufhin. Unter ihm konnte sich der Verein auf Tabellenplatz 9 verbessern. Auch im Pokal lief es wieder deutlich besser und man schaffte es wieder ins Halbfinale, wo man mit 0:1 gegen den Seongnam Ilhwa Chunma FC verlor. Im Ligapokal schied der Verein hingegen erneut in der Gruppenphase aus dem Wettbewerb aus.

### Absturz in die Zweite Liga (2010–2013)
Das Jahr 2010 verlief hingegen sehr schlecht für Daejeon. Der Verein stand die komplette Saison 2010 nur unter den letzten drei Mannschaften und beendete entsprechend die Saison auf Tabellenplatz 13. Auch in Pokal und Ligapokal blieb Daejeon mit einem Zweitrundenaus und einem weiteren Aus in der Gruppenphase erfolglos. 2011 entwickelte sich für den Verein erneut zum Fiasko. Nach sechs Spieltagen stand der Verein auf Platz 3, zwischendurch sogar auf Platz 1, allerdings stürzte der Verein im weiteren Saisonverlauf in den Tabellenkeller ab und beendete die Saison auf Platz 15 als Vorletzter. Aufgrund dieser Entwicklung wurde Wang Seong-jae als Trainer entlassen und vorübergehend von Shin Jin-won ersetzt. Aber auch er konnte keine Trendwende herbei führen, sodass auch er einen Monat später entlassen wurde. Als neuer Trainer stellte der Verein Yu Sang-cheol vor. Einen kleinen Lichtblick gab es hingegen im Pokal, in dem man das Achtelfinale erreichte. In der letzten Ligapokalsaison kam auch hier erneut nicht über die Gruppenphase hinaus. In der Saison 2012 ging es für den Verein um den Klassenerhalt, da zu dieser Saison erstmals Absteiger ausgespielt wurden. Der Verein stand bis zum 26. Spieltag immer wieder auf einem Abstiegsplatz, ehe man sich aus der Abstiegszone befreien konnte. Am Ende lag man fünf Punkte vor den Abstiegsplätzen auf Platz 13. Im Pokal erreichte Daejeon das Viertelfinale und unterlag dort Jeju United FC mit 1:2. Der auslaufende Vertrag mit Trainer Yu Sang-cheol wurde nach der Saison nicht verlängert, als neuer Trainer wurde Kim In-wan vorgestellt.
In der Saison 2013 kämpfte Daejeon erneut um den Klassenerhalt und stand nur zwischen dem vierten und dem siebten Spieltag auf einem Nichtabstiegsplatz. Der Verein reagierte im Oktober auf die anhaltende sportliche Talfahrt und entließ Trainer Kim In-wan. Als Interimstrainer wurde Cho Jin-ho vorgestellt, der den Abstieg allerdings nicht mehr verhindern konnte, sodass der Verein erstmals überhaupt den Gang in die zweite Liga antreten musste. Im Pokal schied der Verein überraschend mit einem 0:1 gegen den Goyang Hi FC schon in der ersten Pokalrunde aus.

### Neuanfang und erneuter Abstieg (2014–2016)

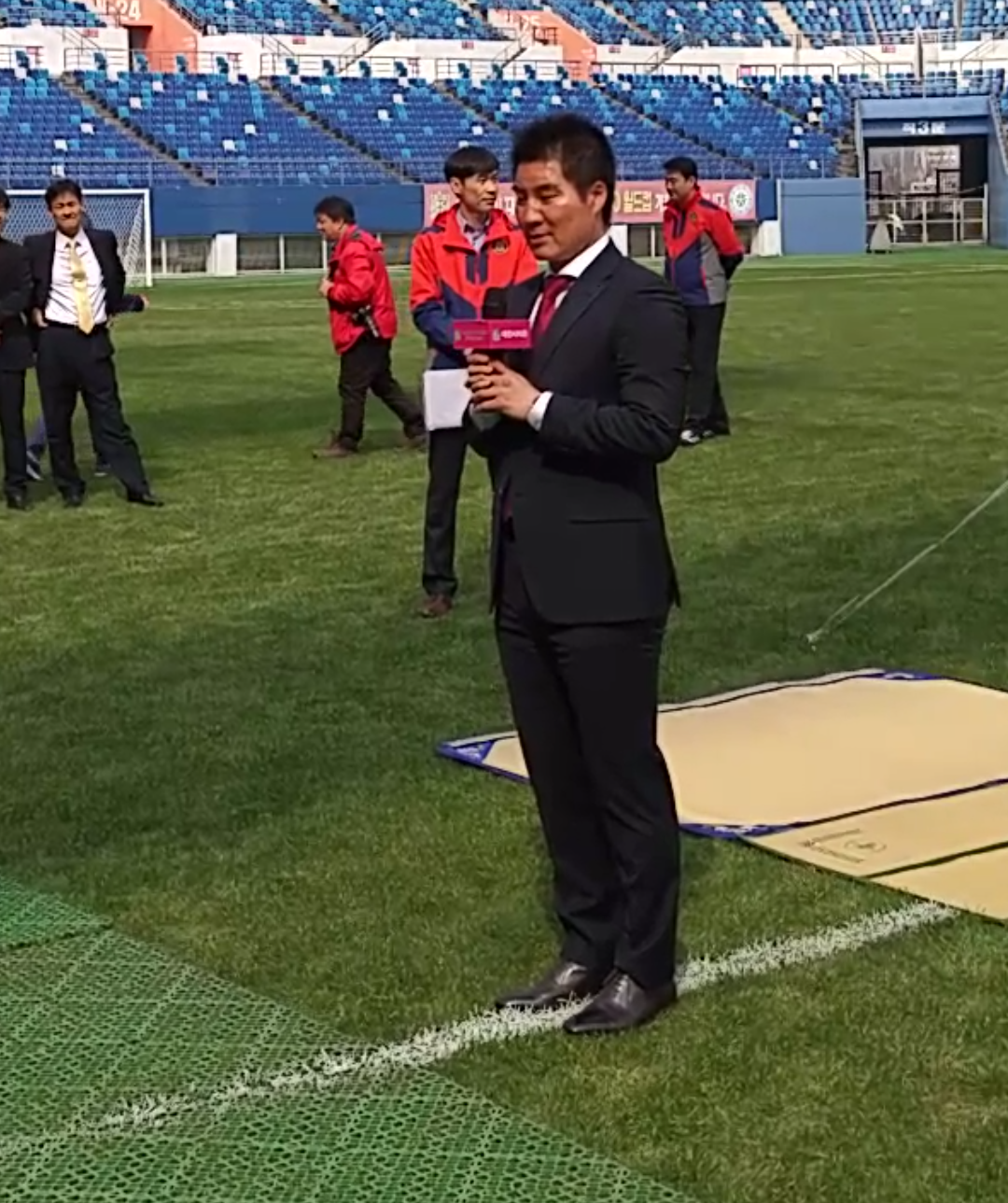
Von 2015 bis 2016 Trainer: Choi Mun-sik

Für die Zweitligasaison 2014 übernahm Daejeon Interimstrainer Cho Jin-ho aus der Vorsaison und verpflichtete mit Adriano einen bis dato unbekannten Stürmer, der sich zum Glücksgriff entwickelte. So schoss Adriano in der gesamten Saison 27 Tore und trug zum Aufstieg maßgeblich bei. Der Verein wurde mit elf Punkte Vorsprung Zweitligameister und schaffte damit den direkten Wiederaufstieg. Im Pokal erreichte der Verein die zweite Runde.
In der Saison 2015 belegte der Verein allerdings ab dem zweiten Spieltag durchgängig den letzten Platz. Im Mai 2015 entließ die Vereinsführung Cho Jin-ho und ernannte Kim Michael zum Trainer, der allerdings wegen ausbleibender Erfolge schnell wieder entlassen wurde. Im Juni übernahm Choi Mun-sik den Trainerposten. Im Juni 2015 verließ mit Adriano der Topscorer der Vorsaison den Verein. Mit 19 Punkten aus 38 Spielen stieg Daejeon als abgeschlagener Tabellenletzter direkt wieder ab. Im Pokal erreichte man die dritte Hauptrunde.

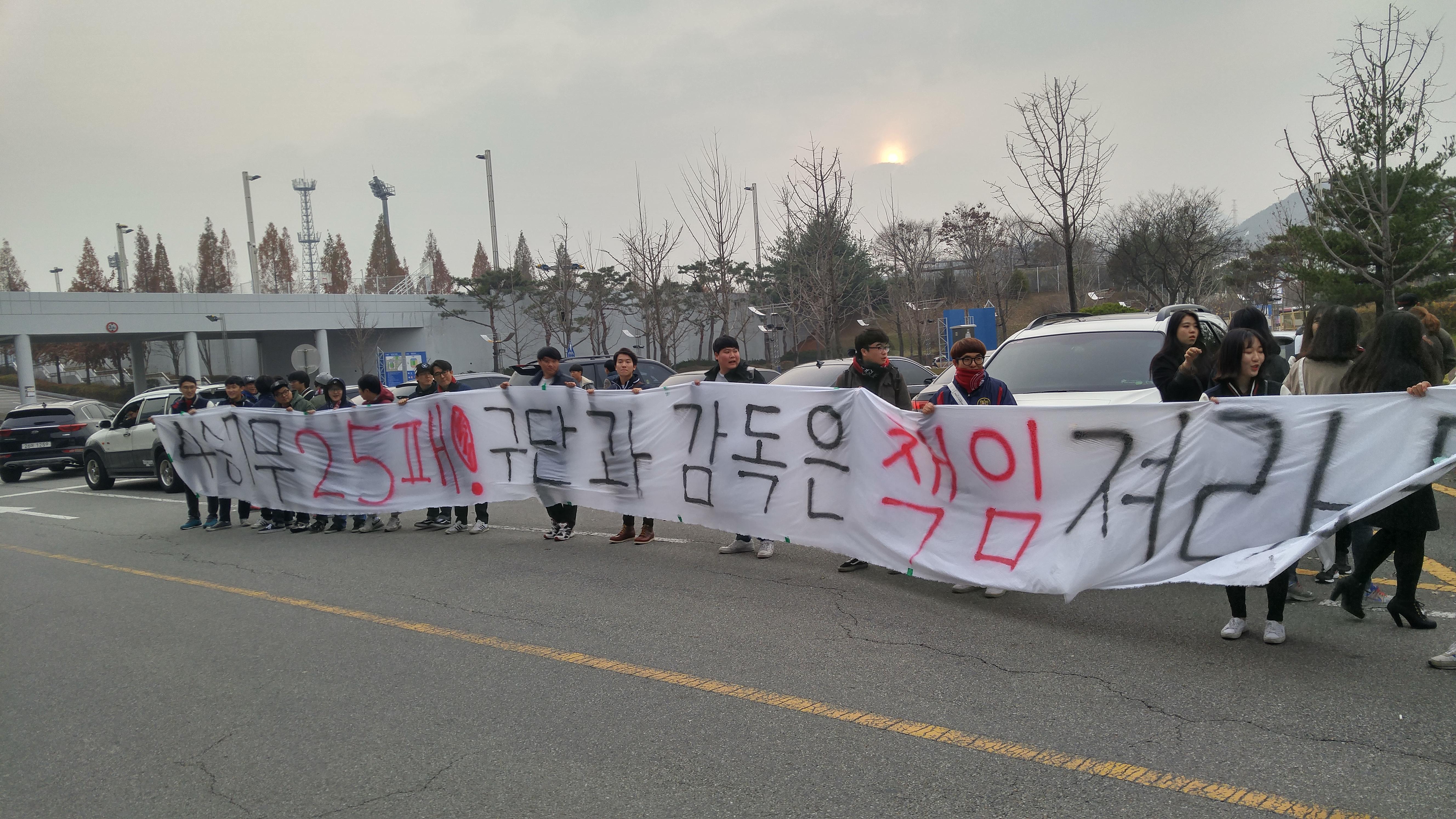
Aufgrund der schlechten Saison 2015: Plakat von Daejeon-Fans

Den angepeilten Wiederaufstieg verpasste der Verein in der Saison 2016 mit Platz 7 deutlich. Größter Saisonerfolg war das Erreichen des Achtelfinals im koreanischen Pokal, in dem Daejeon knapp mit 2:3 am Incheon United FC scheiterte. Aufgrund der verpassten Rückkehr ins Oberhaus wurde der auslaufende Vertrag von Choi Mun-sik nicht verlängert. Der Verein stellte mit Lee Yeong-ik seinen Nachfolger vor.

### Versuchte Rückkehr in das Ligaoberhaus (2017–2019)

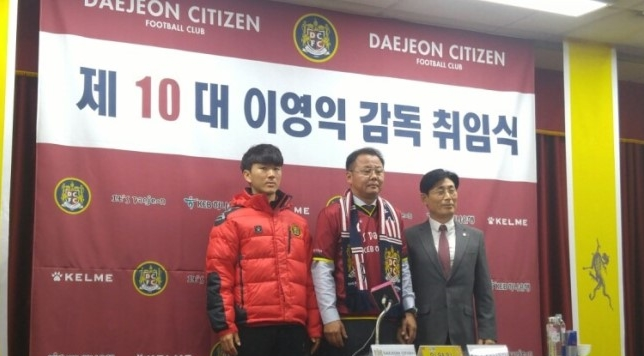
10. Trainer Daejeons: Lee Yeong-ik

Auch unter Lee Yeong-ik konnte Daejeon nicht wie erhofft um den Aufstieg spielen, im Gegenteil rangierte der Verein ab dem 11. Spieltag auf dem zehnten und letzten Tabellenplatz und blieb auf diesem bis zum Ende der Saison. Die Pokalsaison endete erneut im Achtelfinale.
Nachdem Kim Jong-hyeon den in der Zwischenzeit entlassenen Lee Yeong-ik nicht erfolgreich beerben konnte, wurde mit Ko Jong-su ein neuer, unerfahrener Trainer verpflichtet. Mit 58 Spielern besaß man den größten Kader der K-League-Geschichte. Der Verein spielte 2018 eine längere Zeit 2018 nur im Mittelfeld mit, konnte sich aber zum Saisonende hin steigern und beendete die Saison auf dem vierten Platz, durch den man sich für die Play-offs zum Aufstieg qualifizierte. Nach einem 1:0-Sieg über den Gwangju FC unterlag man in der zweiten Runde Busan IPark FC mit 0:3 und verpasste somit den Aufstieg. Im Pokal schied der Verein erstmals seit einigen Jahren wieder in der ersten Pokalrunde aus und unterlag dem Seongnam FC mit 0:1.

### Übernahme durch die Hana Financial Group und Wiederaufstieg (seit 2019)
Im November 2019 einigte die Hana Financial Group sich mit der Stadt Daejeon auf die Übernahme des Franchise. Die neue Vereinsführung entließ mit der Übernahme rund zehn Spieler, besetzte den Großteil der internen Positionen neu und verpflichtete Hwang Sun-hong als neuen Trainer. Am 4. Januar 2020 erfolgte eine „Gründungszeremonie“ des neu organisierten Vereins, der seitdem unter dem Namen Daejeon Hana Citizen FC firmiert. Als Ziele gab die neue Vereinsführung den Wiederaufstieg in die erste Liga sowie langfristig die Teilnahme an der AFC Champions League aus. Mit der Übernahme ging auch eine Änderung der Trikotfarben einher, zum traditionellen Dunkelrot bzw. Purpur von Daejeon Citizen ist seitdem Grün, die Signalfarbe der Hana Financial Group, Teil des Farbschemas.
In den Spielzeiten 2020 und 2021 erreichte der Verein die Relegation, scheiterte dort aber jeweils. In der Saison 2022 gelang Daejeon nach acht Jahren der Wiederaufstieg in die K League 1. Als Zweitplatzierter qualifizierte man sich für Relegation zur K League 1 gegen den Elftplatzierten der K League 1. Dort besiegte der Verein Gimcheon Sangmu im Hinspiel zuhause mit 2:1 und sicherte auswärts mit einem 4:0 den Aufstieg.

## Erfolge
- Südkoreanischer Pokalsieger: 2001
- Südkoreanischer Zweitligameister: 2014

## Stadion
| Stadion | Name                          | Eigentümer              | Eröffnung | Nutzungszeitraum | Nutzungszeitraum |
| Stadion | Name                          | Eigentümer              | Eröffnung | Von              | Bis              |
| ------- | ----------------------------- | ----------------------- | --------- | ---------------- | ---------------- |
|         | Daejeon-Hanbat-Sports-Komplex | Stadtverwaltung Daejeon | 1964      | 1997             | 2002             |
|         | Daejeon-World-Cup-Stadion     | Stadtverwaltung Daejeon | 2001      | 2002             | heute            |

## Saisonplatzierung
| Saison | Liga | Liga  | K-League-Play-Off  | FA Cup        | FA Cup        | Ligapokal                 | Ligapokal     | AFC Champions League |
| Saison | Div. | Platz | K-League-Play-Off  | Wettbewerb    | Platz         | Wettbewerb                | Platz         | AFC Champions League |
| ------ | ---- | ----- | ------------------ | ------------- | ------------- | ------------------------- | ------------- | -------------------- |
| 1997   | 1    | 7.    | -                  | Korean FA Cup | Achtelfinale  | Adidas-Cup                | 8.            | Nicht qualifiziert   |
| 1997   | 1    | 7.    | -                  | Korean FA Cup | Achtelfinale  | Prospec-Cup               | Gruppenphase  | Nicht qualifiziert   |
| 1998   | 1    | 9.    | -                  | Korean FA Cup | Achtelfinale  | Adidas-Cup                | Gruppenphase  | Nicht qualifiziert   |
| 1998   | 1    | 9.    | -                  | Korean FA Cup | Achtelfinale  | Prospec-Cup               | 6.            | Nicht qualifiziert   |
| 1999   | 1    | 8.    | -                  | Korean FA Cup | Achtelfinale  | Adidas-Cup                | Viertelfinale | Nicht qualifiziert   |
| 1999   | 1    | 8.    | -                  | Korean FA Cup | Achtelfinale  | Südkoreanischer Feuer-Cup | Gruppenphase  | Nicht qualifiziert   |
| 2000   | 1    | 8.    | -                  | Korean FA Cup | 1. Hauptrunde | Adidas-Cup                | Viertelfinale | Nicht qualifiziert   |
| 2000   | 1    | 8.    | -                  | Korean FA Cup | 1. Hauptrunde | Südkoreanischer Feuer-Cup | Gruppenphase  | Nicht qualifiziert   |
| 2001   | 1    | 10    | -                  | Korean FA Cup | Gewinner      | Adidas-Cup                | Gruppenphase  | Nicht qualifiziert   |
| 2002   | 1    | 10.   | -                  | Korean FA Cup | Halbfinale    | Adidas-Cup                | Gruppenphase  | Nicht qualifiziert   |
| 2002   | 1    | 10.   | -                  | Supercup      | Finalist      | Adidas-Cup                | Gruppenphase  | Nicht qualifiziert   |
| 2003   | 1    | 6.    | -                  | Korean FA Cup | Viertelfinale | -                         | -             | Gruppenphase         |
| 2004   | 1    | 11.   | -                  | Korean FA Cup | Halbfinale    | Samsung-Hauzen-Cup        | 2.            | Nicht qualifiziert   |
| 2005   | 1    | 8.    | -                  | Korean FA Cup | Achtelfinale  | Samsung-Hauzen-Cup        | 10.           | Nicht qualifiziert   |
| 2006   | 1    | 10.   | -                  | Korean FA Cup | Achtelfinale  | Samsung-Hauzen-Cup        | 4.            | Nicht qualifiziert   |
| 2007   | 1    | 6.    | -                  | Korean FA Cup | Achtelfinale  | Samsung-Hauzen-Cup        | Gruppenphase  | Nicht qualifiziert   |
| 2008   | 1    | 13.   | -                  | Korean FA Cup | 4. Hauptrunde | Samsung-Hauzen-Cup        | Gruppenphase  | Nicht qualifiziert   |
| 2009   | 1    | 9.    | -                  | Korean FA Cup | Halbfinale    | Peace-Cup                 | Gruppenphase  | Nicht qualifiziert   |
| 2010   | 1    | 13.   | -                  | Korean FA Cup | Halbfinale    | POSCO-Cup                 | Gruppenphase  | Nicht qualifiziert   |
| 2011   | 1    | 15.   | -                  | Korean FA Cup | Achtelfinale  | Rush-and-Cash-Cup         | Gruppenphase  | Nicht qualifiziert   |
| 2012   | 1    | 13.   | -                  | Korean FA Cup | Viertelfinale | -                         | -             | Nicht qualifiziert   |
| 2013   | 1    | 14.   | -                  | Korean FA Cup | 3. Hauptrunde | -                         | -             | Nicht qualifiziert   |
| 2014   | 2    | 1.    | Nicht qualifiziert | Korean FA Cup | 3. Hauptrunde | -                         | -             | Nicht qualifiziert   |
| 2015   | 1    | 12.   | -                  | Korean FA Cup | 3. Hauptrunde | -                         | -             | Nicht qualifiziert   |
| 2016   | 2    | 7.    | Nicht qualifiziert | Korean FA Cup | Achtelfinale  | -                         | -             | Nicht qualifiziert   |
| 2017   | 2    | 10.   | Nicht qualifiziert | Korean FA Cup | Achtelfinale  | -                         | -             | Nicht qualifiziert   |
| 2018   | 2    | 4.    | Play-off-Finalist  | Korean FA Cup | 3. Hauptrunde | -                         | -             | Nicht qualifiziert   |
| 2019   | 2    | 9.    | Nicht qualifiziert | Korean FA Cup | 3. Hauptrunde | -                         | -             | Nicht qualifiziert   |
| 2020   | 2    | 4.    | Halbfinalist       | Korean FA Cup | Achtelfinale  | -                         | -             | Nicht qualifiziert   |
| 2021   | 2    | 3.    | Finalist           | Korean FA Cup | 3. Hauptrunde | -                         | -             | Nicht qualifiziert   |
| 2022   | 2    | 2. ▲  | Sieger             | Korean FA Cup | 2. Hauptrunde | -                         | -             | Nicht qualifiziert   |
| 2023   | 1    | 8.    | –                  | Korean FA Cup | Achtelfinale  | -                         | -             | Nicht qualifiziert   |

## Aktueller Kader
Stand: März 2025
| Nr.        | Spieler               | Nat.          | Letzter Verein                      | Seit |
| Torhüter   |                       |               |                                     |      |
| 01         | Lee Chang-geun        | Korea Sud     | Jeju United                         | 2022 |
| 025        | Lee Jun-seo           | Korea Sud     | Dongguk University                  | 2021 |
| 031        | Kim Min-soo           | Korea Sud     | Janghoon High School                | 2024 |
| 089        | Jeong San             | Korea Sud     | Incheon United                      | 2022 |
| Abwehr     |                       |               |                                     |      |
| 02         | Park Kyu-hyun         | Korea Sud     | Dynamo Dresden                      | 2025 |
| 03         | Ha Chang-rae          | Korea Sud     | Nagoya Grampus                      | 2025 |
| 04         | Kim Hyun-woo          | Korea Sud     | Dinamo Zagreb                       | 2023 |
| 05         | Lim Jong-eun          | Korea Sud     | Ulsan HD FC                         | 2025 |
| 06         | Kang Yun-sung         | Korea Sud     | Jeju United                         | 2023 |
| 015        | Lim Deok-geun         | Korea Sud     | Jeju United                         | 2021 |
| 022        | Oh Jae-suk            | Korea Sud     | Incheon United                      | 2023 |
| 023        | Kim Min-woo           | Korea Sud     | Fortuna Düsseldorf II               | 2024 |
| 024        | Park Jin-seong        | Korea Sud     | Jeonbuk Hyundai Motors              | 2024 |
| 028        | Aaron Calver          | Australien    | Gwangju FC                          | 2024 |
| 030        | Bae Seo-joon          | Korea Sud     | Pyeongtaek Jinwee FC U18            | 2022 |
| 033        | Kim Moon-hwan         | Korea Sud     | Al-Duhail SC                        | 2024 |
| 035        | Cho Hyun-woo          | Korea Sud     | Hannam University                   | 2025 |
| 088        | Lee Jung-taek         | Korea Sud     | Chungbuk Cheongju FC                | 2024 |
| 098        | Anton Krivotsyuk      | Aserbaidschan | Wisła Płock                         | 2023 |
|            | Lim Yoo-seok          | Korea Sud     | Busan Transportation Corporation FC | 2023 |
| Mittelfeld |                       |               |                                     |      |
| 08         | Bobsin                | Brasilien     | CD Santa Clara                      | 2024 |
| 014        | Kim Jun-beom          | Korea Sud     | Incheon United                      | 2024 |
| 020        | Jeong Jin-woo         | Korea Sud     | Pyeongtaek Jinwee FC U18            | 2023 |
| 044        | Lee Soon-min          | Korea Sud     | Gwangju FC                          | 2024 |
| 066        | Kim Han-seo           | Korea Sud     | Jeonju University                   | 2024 |
| 073        | Lee Jun-gyu           | Korea Sud     | Seoul Nowon United                  | 2024 |
| Sturm      |                       |               |                                     |      |
| 07         | Masatoshi Ishida      | Japan         | Júbilo Iwata                        | 2024 |
| 09         | Vladislavs Gutkovskis | Lettland      | Raków Częstochowa                   | 2023 |
| 010        | Joo Min-kyu           | Korea Sud     | Ulsan HD FC                         | 2025 |
| 011        | Kim In-gyun           | Korea Sud     | Chungnam Asan FC                    | 2022 |
| 012        | Kim Seung-dae         | Korea Sud     | Pohang Steelers                     | 2024 |
| 013        | Jung Woo-bin          | Korea Sud     | Jeonnam Dragons                     | 2023 |
| 017        | Choi Geon-joo         | Korea Sud     | Busan IPark                         | 2024 |
| 019        | Shin Sang-eun         | Korea Sud     | Sungkyunkwan University             | 2021 |
| 027        | Jeong Jae-hee         | Korea Sud     | Pohang Steelers                     | 2025 |
| 070        | Kim Hyeon-ug          | Korea Sud     | Jeonnam Dragons                     | 2024 |
| 071        | Kelvin                | Brasilien     | Ulsan HD FC                         | 2024 |
| 077        | Yun Do-young          | Korea Sud     | eigene Jugend                       | 2024 |
| 090        | Kim Hyeon-oh          | Korea Sud     | eigene Jugend                       | 2025 |
| 099        | Cheon Seong-hoon      | Korea Sud     | Incheon United                      | 2024 |

## Trainerchronik
| Trainer         | Nation   | von                | bis                |
| --------------- | -------- | ------------------ | ------------------ |
| Kim Ki-bok      | Südkorea | 21. November 1996  | 25. Oktober 2000   |
| Lee Tae-ho      | Südkorea | 26. Oktober 2000   | 30. Dezember 2002  |
| Choi Yun-kyum   | Südkorea | 8. Januar 2003     | 30. Juni 2007      |
| Kim Ho          | Südkorea | 13. Juli 2007      | 26. Juni 2009      |
| Wang Seon-jae   | Südkorea | 27. Juni 2009      | 26. Oktober 2009   |
| Wang Seon-jae   | Südkorea | 27. Oktober 2009   | 2. Juli 2011       |
| Shin Jin-won    | Südkorea | 3. Juli 2011       | 16. Juli 2011      |
| Yoo Sang-chul   | Südkorea | 20. Juli 2011      | 1. Dezember 2012   |
| Kim In-wan      | Südkorea | 2. Dezember 2012   | 2. Oktober 2013    |
| Cho Jin-ho      | Südkorea | 3. Oktober 2013    | 20. Mai 2015       |
| Choi Moon-sik   | Südkorea | 27. Mai 2015       | 30. Oktober 2016   |
| Kim Young-min   | Kanada   | 29. Mai 2015       | 1. Juni 2015       |
| Lee Yeong-ik    | Südkorea | 17. November 2016  | 31. August 2017    |
| Kim Jong-hyun   | Südkorea | 31. August 2017    | 29. Oktober 2017   |
| Ko Jong-su      | Südkorea | 24. November 2017  | 21. Mai 2019       |
| Park Chul       | Südkorea | 22. Mai 2019       | 30. Juni 2019      |
| Lee Heung-sil   | Südkorea | 2. Juli 2019       | 31. Dezember 2019  |
| Hwang Sun-hong  | Südkorea | 1. Januar 2020     | 8. September 2020  |
| Kang Chul       | Südkorea | 8. September 2020  | 17. September 2020 |
| Cho Min-kook    | Südkorea | 18. September 2020 | 25. November 2020  |
| Lee Min-sung    | Südkorea | 9. Dezember 2020   | 21. Mai 2024       |
| Jung Kwang-seok | Südkorea | 22. Mai 2024       | 2. Juni 2024       |
| Hwang Sun-hong  | Südkorea | 3. Juni 2024       |                    |

## Zurückgezogene Trikotnummern

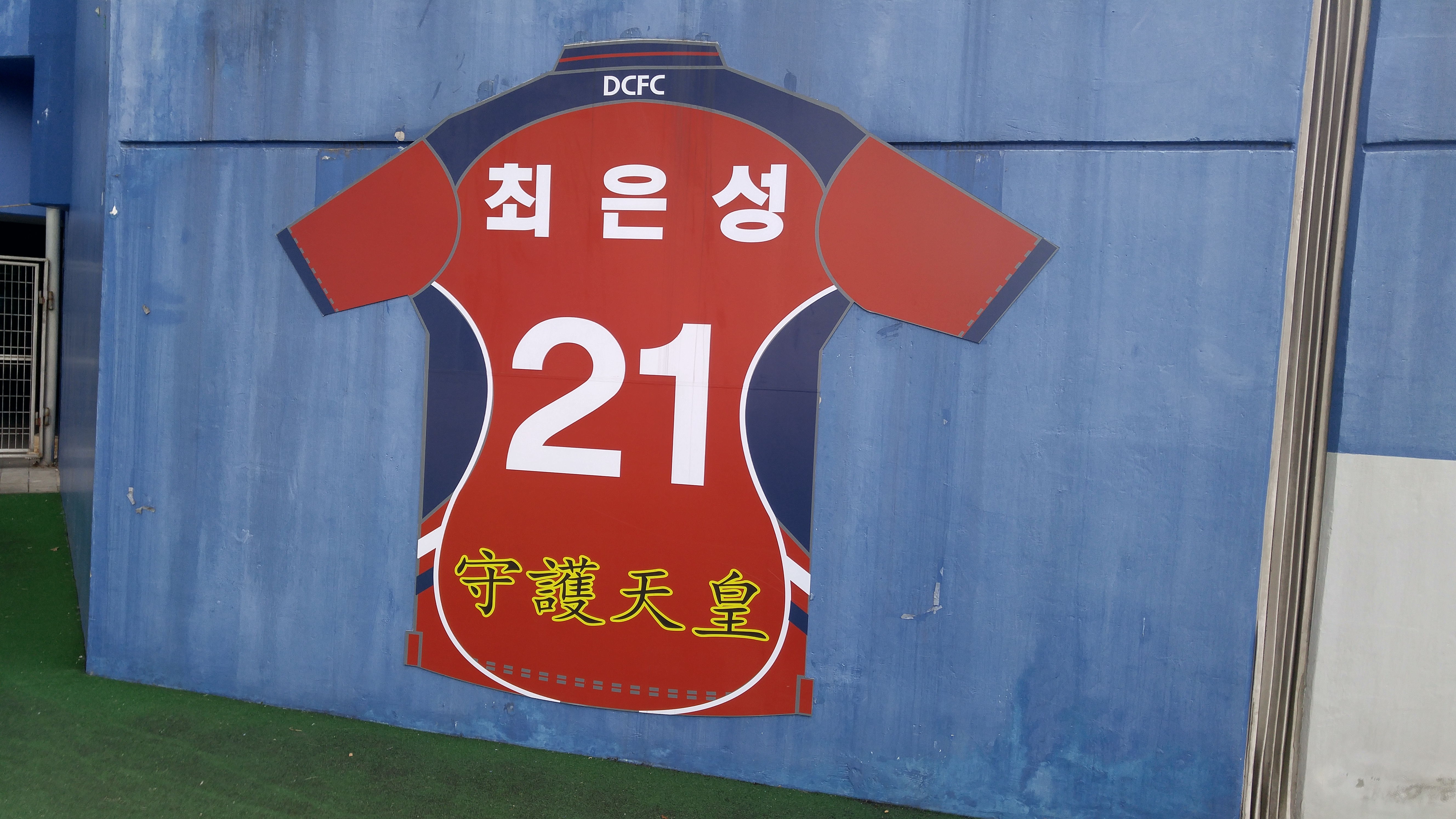
Nummer 21: Choi Eun-seong

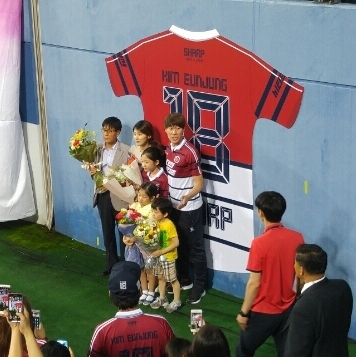
Nummer 18: Kim Eun-jung

| Nr. | Pos.    | Land      | Name           | Daejeon-Zeitraum | Nummer, für Jahre belegt |
| --- | ------- | --------- | -------------- | ---------------- | ------------------------ |
| 18  | Sturm   | Korea Sud | Kim Eun-jung   | 1997–2003, 2014  | 18 Jahre (2016–2034)     |
| 21  | Torwart | Korea Sud | Choi Eun-seong | 1997–2011        | 21 Jahre (2012–2033)     |

## Trikot-Geschichte
Anmerkung: Zu den Spielzeiten vor 2005 gibt es keine gesicherten Informationen.
| Heim | Auswärts |  |

| Heim | Auswärts |  |

| Heim | Auswärts |  |

| Heim | Auswärts |  |

| Heim | Auswärts |  |

| Heim | Auswärts |  |

| Heim | Auswärts |  |

| Heim | Auswärts |  |

| Heim | Auswärts |  |

| Heim | Auswärts |  |

| Heim | Auswärts |  |

| Heim | Auswärts |  |

| Heim | Auswärts |  |

| Heim | Auswärts |  |

| Heim | Auswärts |  |

| Heim | Auswärts |  |

| Heim | Auswärts |  |

| Heim | Auswärts |  |

| Heim | Auswärts |  |

| Heim | Auswärts |  |

## Rivalität
Die Fans von Daejeon Citizen FC sind aufgrund ihrer Nähe mit Suwon Samsung Bluewings (Suwon-Daejeon-Fußballderby) rivalisiert. Freundschaften pflegen sie keine.